# جان کانر (بازیکن فوتبال)
جان کانر (انگلیسی: John Connor؛ زادهٔ ۸ ژوئن ۱۹۵۳) بازیکن فوتبال اهل کانادا بود.
وی همچنین در تیم‌های ملی فوتبال زیر ۲۳ سال کانادا و کانادا بازی کرده‌است.